# Honnabettadahosur, Nagamangala
Honnabettadahosur là một làng thuộc tehsil Nagamangala, huyện Mandya, bang Karnataka, Ấn Độ.